# بارسینس
بارسینس (به اسپانیایی: Barcience) یک شهرستان در اسپانیا است که در استان تولدو واقع شده‌است.

## خصوصیات
بارسینس ۱۹ کیلومترمربع مساحت و ۲۱۴ نفر جمعیت دارد و ۵۱۳ متر بالاتر از سطح دریا واقع شده‌است.